# Тасмагамбетов, Имангали Нургалиевич
Имангали́ Нургали́евич Тасмагамбе́тов (каз. Иманғали Нұрғалиұлы Тасмағамбетов; род. 9 декабря 1956, село Новобогат, Махамбетский район, Гурьевская область, Казахская ССР, СССР) — государственный и политический деятель Республики Казахстан, доктор политических наук. Генеральный секретарь ОДКБ с 1 января 2023 года.

## Биография
Родился в казахской семье. Происходит из рода Жаппас Младшего жуза.
В 1973 году был тренером детско-юношеской спортивной школы села Махамбет Гурьевской области (бокс и борьба).
В 1979 году Имангали Тасмагамбетов окончил естественно-географический факультет Уральского педагогического института им. А. С. Пушкина (ныне Западно-Казахстанский университет имени Махамбета Утемисова) по специальности «учитель географии и биологии». После окончания вуза работал учителем географии и биологии Махамбетской средней школы Гурьевской области.
С 1979 по 1991 годы занимал различные должности. Был заведующим организационным отделом Махамбетского райкома. С 1983 года — первый секретарь Гурьевского горкома. В 1989 году был назначен первым секретарем ЦК ЛКСМ Казахстана.
В 1990 году защитил кандидатскую диссертацию по теме «Мировоззренческие аспекты экологической проблемы». Кандидат философских наук.
В 1993—1995 годах Имангали Тасмагамбетов работает помощником Президента РК.
В 1993 году, после того как Казахстан стал членом ЮНЕСКО, при МИД была создана Национальная комиссия Республики Казахстан по делам в этой организации. С 1993 по апрель 2014 года Председателем Национальной комиссии по делам ЮНЕСКО являлся И. Н. Тасмагамбетов.
В 1995—1997 годах — заместитель Премьер-Министра Республики Казахстан
С 1997 года — заместитель Премьер-Министра Республики Казахстан — Министр образования и культуры РК. В этот же год защитил докторскую диссертацию на тему «Социальная политика в транзитных политических системах». Доктор политических наук.
С 1997—1998 года — заместитель Руководителя Администрации Президента РК — заведующий организационно-контрольным отделом Администрации Президента РК.
С 1998—1999 года — первый помощник Президента РК.

С 1999 года — Аким Атырауской области.

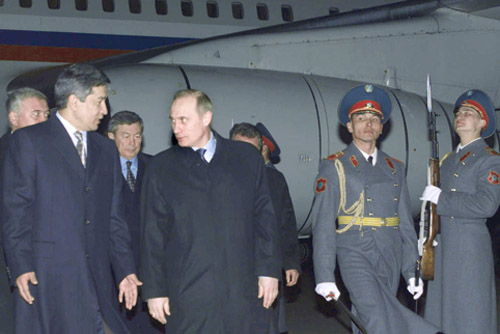
С Владимиром Путиным. Алма-Ата, 28 февраля 2002 года

С декабря 2000 года — заместитель Премьер-Министра Республики Казахстан.
С 2002—2003 года — Премьер-Министр Республики Казахстан.
С 2003 года — Государственный секретарь РК.
В 2004 году был назначен руководителем Администрации Президента РК.
С декабря 2004 по апрель 2008 года — аким Алма-Аты.
С апреля 2008 по октябрь 2014 года — аким Астаны.
С 22 октября 2008 года — председатель Астанинского городского филиала НДП «Нур Отан».

22 октября 2014 года назначен министром обороны Казахстана.

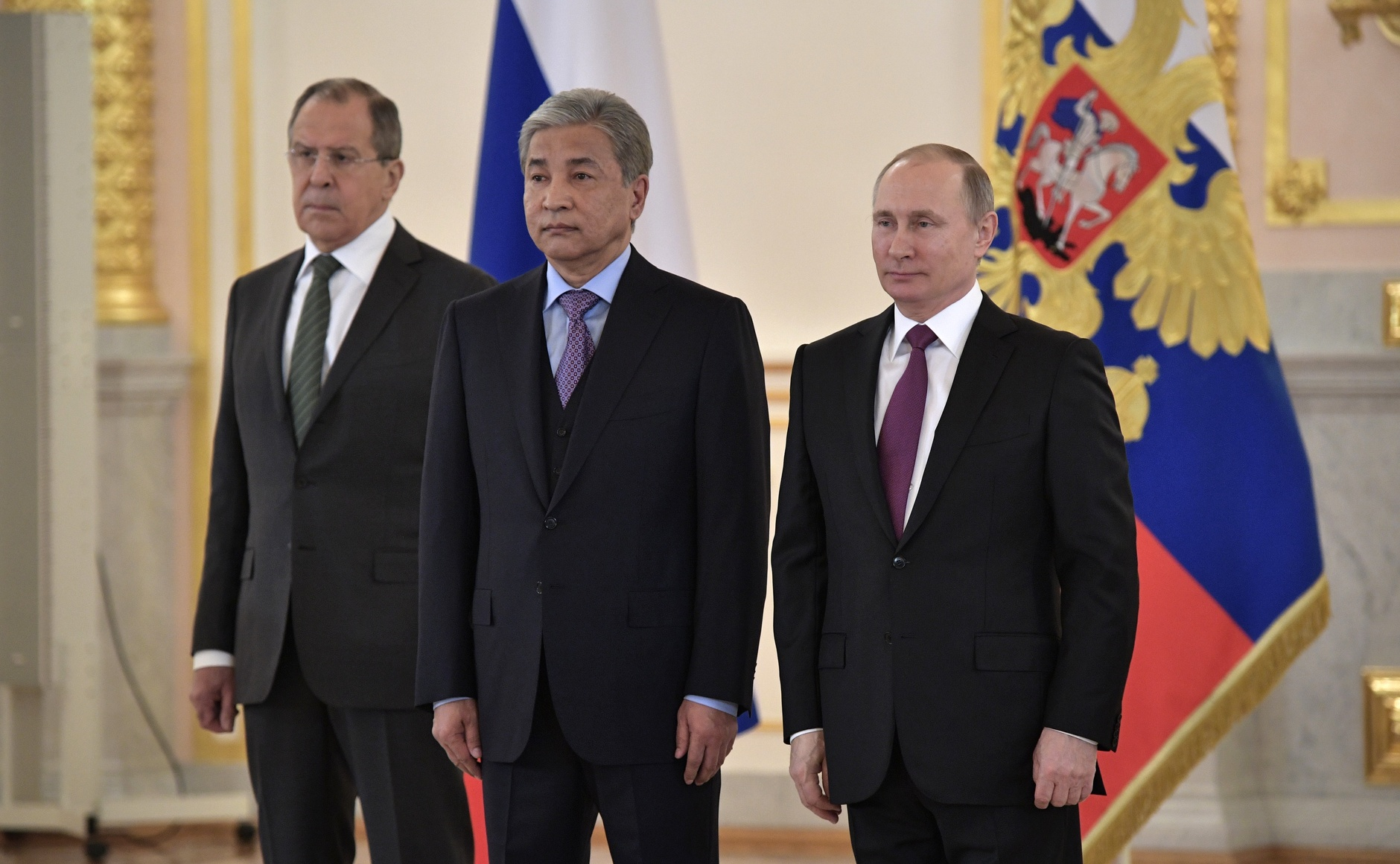
Вручение верительных грамот Президенту России Владимиру Путину.
Москва, Кремль, 16 марта 2017 года

С 13 сентября 2016 года — заместитель Премьер-Министра Республики Казахстан.
C 2017 по 2019 год — Чрезвычайный и Полномочный Посол (ЧПП) Республики Казахстан в Российской Федерации. 16 марта 2017 года вручил верительные грамоты Президенту России Владимиру Путину. 18 декабря 2019 года Тасмагамбетов  Указом Президента Токаева К. К. снят с должности посла в России, уволен с госслужбы и отправлен на пенсию по возрасту.
18 мая 2022 года избран президентом Казахстанской федерации гольфа.
С 1 января 2023 года вернулся к политической деятельности, став Генеральным секретарём Организации Договора о коллективной безопасности (ОДКБ).

## Семья
Отец — Тасмагамбетов Нургали (1926—1997). Мать — Коканова Дильда Матаевна (1930—2019).
Жена — Беккулова Клара Даумовна (1957 г.р.), по профессии — учитель. С женой познакомились на первом курсе в университете, а уже на пятом курсе поженились.
Дочери — Асель (1979 г.р.) по образованию — юрист. Основательница благотворительного фонда Саби, общественный деятель. Развивает программы поддержки одаренных детей, людей с ограниченными возможностями. Младшая дочь — Софья (1983 г.р.) Художница, ученица Павла Драгунова. Окончила Академию искусств им. Т. Жургенова и Лондонский колледж искусств. По профессии художник-постановщик.
Сын — Нурсултан (1994 г.р.).
Внуки — Динмухаммед (2000 г.р.) и Нуруддин (2005 г.р.).
Зять, муж старшей дочери Асель — Ракишев Кенес Хамитович (14.07.1979), бизнесмен, владеет несколькими компаниями, возглавлял крупный КазКоммерцБанк, его состояние казахстанский Forbes оценивал в $ 610 млн.
Сестра — Нурсулу (1950 г.р.), кандидат медицинских наук, работала начальником управления санитарно-эпидемиологического надзора, директором департамента здравоохранения Южно-Казахстанской области (в 2006 году была уволена в связи со скандалом вокруг массового заражения детей в ЮКО СПИДом).
Её муж — Байхарашев Рыскулбек Сарпекович (1953—2007), врач, бывший руководитель управления Комитета по контролю в сфере оказания медуслуг РК по Южно-Казахстанской области. Их сын Ельнар — руководитель ТОО «TENGRI INVESTMENT GROUP», в 2005 году избирался в состав совета директоров АО «Выборгский судостроительный завод».
Брат — Курмангали (1959 г.р.), полковник таможенной службы, работал начальником департаментов таможенного контроля по Атырауской и Актюбинской областям. С ноября 2014 года — заместитель руководителя Департамента государственных доходов по Мангистауской области. Его сын Ильяс (1989 г.р.) в 2014—2019 годах являлся генеральным директором ТОО «Актобе нефтепереработка».
Сестра — Рысты (1964 г.р.), заместитель генерального директора по экономике и финансам АО «Эмбамунайгаз».

## Труды
Является автором книг:
- «Социально-политическое обновление Казахстана: тенденции и приоритеты» (1996),
- «Казахстан: эволюция государства и общества» (1996, в соавт.),
- «Толковый словарь Конституции РК» (1996, в соавт.),
- «Социальная политика и политическая трансформация» (1997),
- «Изделия мастеров-зергеров Центральной Азии» (1997),
- «100 лет нефтегазовой промышленности Казахстана (история и современность)» (1999, в соавт.),
- «От Пекина до Астаны: история переносов столиц» (2001, в соавт.),
- «Сарайчик» (2002, в соавт.),
- «Кулпытас» (2002),
- «Кентавры Великой степи» (2005). (завоевала «Гран-при» Второго международного конкурса «Искусство книги»)

Автор ряда научных трудов и статей по проблемам социально-экономического развития и политологии:
- «Реформа образования — стратегический курс обновления казахстанского общества» (1995, 1997);
- «Казахстан — эволюция государства и общества» (1996);
- «Социально-политическое обновление Казахстана: тенденции и приоритеты» (1996);
- «Здоровье и здравоохранение Казахстана: тенденции и приоритеты» (1996);
- «Здоровье и здравоохранение Казахстана: 1965—1995 гг.» (1996);
- «Введение в медицинскую экономику» (1996);
- «Политическая трансформация и проблема транзитности общества» (1997);
- «Политика социального иждивенчества и кризис государственного»,
- «Сущность и типология социальной политики» (1997);
- «Итоги реформирования социальной сферы в 1996 году и основные приоритеты и задачи Министерства образования и культуры Республики Казахстан в 1997 году» (1997);
- «Взаимосвязь политического и социального аспектов трансформации общества» (1997);
- «Стратегия развития социальной сферы при ограниченных ресурсах» (1997);
- «Казахстанская политологическая энциклопедия» (1998);
- главный редактор и член авторского коллектива сборника «Первые лица государства: политические портреты с точки зрения истории и современности» (1998);
- «Финансовые проблемы развития в Атырауской области» (1999).

Религиозные взгляды: «Не суеверен, но и не атеист».
Идеал политического деятеля — Мустафа Шокай, Франсуа Миттеран.
Интересуется историей, этнографией и археологией мира и Казахстана, увлекается коллекционированием предметов прикладного искусства народов Центральной Азии.

## Награды
- Орден Парасат[21] (1998)[22]
- Орден «Первого Президента Республики Казахстан Нурсултана Назарбаева» (2004)[23]
- Орден «Барыс» II степени (2010)[21][24]
- Медаль «10 лет Астане»[25] (2008)
- Юбилейная медаль «20 лет независимости Республики Казахстан» (14 декабря 2011)[26]
- Орден Дружбы (12 декабря 2004 года, Россия) — за большой вклад в укрепление дружбы и сотрудничества между Российской Федерацией и Республикой Казахстан[27]
- Медаль «За заслуги перед Чеченской Республикой» (31 мая 2007 года, Чечня, Россия) — за заслуги в укреплении и развитии дружественных отношений казахского и чеченского народов, благотворительную и гуманитарную деятельность на благо Чеченской Республики[28]
- Орден святого благоверного князя Даниила Московского[21] (РПЦ)
- Орден преподобного Серафима Саровского II степени (РПЦ, 2010)[29]
- Орден Славы и Чести II степени (РПЦ, 2012)[21][30]
- Ордена «Аль-Фахр» I и II степени (Совет муфтиев России)[31]
- Государственная премия Республики Казахстан 2016 года в области литературы и искусства — за монумент «Мәңгілік Ел»[32]
- Эксклюзивная награда «За выдающееся лидерство в борьбе против табака» (2010, ВОЗ)[33]
- Золотая медаль «Древо дружбы» (14 ноября 2003 года, Совет Межпарламентской Ассамблеи государств — участников Содружества Независимых Государств) — за выдающийся вклад в формирование информационного пространства Содружества Независимых Государств[34]
- Нагрудный знак МИД России «За вклад в международное сотрудничество» (2017)[35]
- многочисленные медали.
- Грамота Содружества Независимых Государств (17 июля 2017 года, Совет глав государств СНГ) — за активную работу по укреплению и развитию Содружества Независимых Государств[36]
- Медаль «Шелковый Путь» (ЮНЕСКО)